# Бракке, Фердинанд
Фердинанд Бракке (нидерл. Ferdinand Bracke;  род. 25 мая 1939,  в коммуне Хамме, провинция Восточная Фландрия, Бельгия) — бельгийский профессиональный  шоссейный и трековый велогонщик в 1962-1978 годах.  Двукратный чемпион мира по трековым велогонкам в индивидуальной гонке преследования среди профессионалов (1964, 1969). Победитель  велогонки «Вуэльта Испании» (1971). Бельгийский спортсмен года (1967).

## Достижения

### Шоссе

#### Любители
1961
1-й — Этап 2b Тур Австрии
1-й — Этап 2 Тур Лимбурга (любители)
1-й — Этапы 2b (ИГ) и 3 Тур Валлонии
1962
1-й — Этап 10 Велогонка Мира
1-й Гран-при Наций

#### Профессионалы
1962
3-й Гран-при Лугано
1963
2-й Гран-при Наций
2-й Гран-при Лугано
2-й Manche-Océan
2-й Flèche hesbignonne-Cras Avernas
3-й Трофей Бараччи
9-й Париж — Тур
1964
1-й Гран-при Лугано
1-й — Этап 5b (ИГ) Четыре дня Дюнкерка
1-й — Этап 4a Grand Prix du Midi libre
2-й Тур Пикардии
1966
1-й Трофей Бараччи (вместе с Эдди Мерксом)
1-й — Этап 1b (ИГ) Тур Бельгии
1-й — Этап 19 Тур де Франс
2-й Восхождение на Монжуик — Генеральная классификация
1-й в (ИГ)
1967
Часовой рекорд езды
1-й Трофей Бараччи (вместе с Эдди Мерксом)
9-й Льеж — Бастонь — Льеж
9-й Флеш Валонь
1968
1-й Кубок Европы в (ИГ) (вместе с Витторио Адорни)
2-й Чемпионат Бельгии — Групповая гонка
2-й Париж — Ницца — Генеральная классификация
1-й — Этап 8b
3-й Тур де Франс — Генеральная классификация
9-й Супер Престиж Перно (вместе с Руди Альтигом)
1969
1-й — Этап 4b (ИГ) Четыре дня Дюнкерка
2-й Grand Prix du Midi libre — Генеральная классификация
1-й — Этап 2b
2-й Критериум Дофине — Генеральная классификация
1-й — Этап 1c
1970
1-й Гран-при Валлонии
1-й — Этап 5b (ИГ) Четыре дня Дюнкерка
1971
1-й  Вуэльта Испании — Генеральная классификация
1-й Flèche hesbignonne-Cras Avernas
2-й Тур Люксембурга — Генеральная классификация
3-й Тур Бельгии — Генеральная классификация
6-й Льеж — Бастонь — Льеж
8-й Супер Престиж Перно (вместе с Марино Бассо)
8-й Критериум Дофине — Генеральная классификация
1972
1-й — Этап 5  Étoile des Espoirs
3-й Четыре дня Дюнкерка — Генеральная классификация
1973
1-й Гран-при Пино Черами
1974
1-й Гран-при Монако
1-й — Этап 1b Тур Пикардии
2-й Ле-Самен — Генеральная классификация
3-й Тур Бельгии — Генеральная классификация
1-й — Пролог и Этап 5b (ИГ)
8-й Льеж — Бастонь — Льеж
1975
3-й Гран-при Валлонии
7-й Флеш Валонь
1976
1-й — Этап 17 (ИГ) Тур де Франс
1978
2-й Халле — Ингойгем

### Трек
1964
1-й  Чемпион мира — Индивидуальная гонка преследования (проф.)
3-й Чемпионат Бельгии — Индивидуальная гонка преследования
1965
1-й  Чемпион Бельгии — Индивидуальная гонка преследования
2-й  Чемпионат мира — Индивидуальная гонка преследования (проф.)
3-й Чемпионат Европы — Омниум
1966
2-й  Чемпионат мира — Индивидуальная гонка преследования (проф.)
1967
1-й  Чемпион Бельгии — Индивидуальная гонка преследования
1-й Шесть дней Шарлеруа (вместе с Патриком Серкю)
1968
1-й Шесть дней Шарлеруа (вместе с Эдди Мерксом)
2-й Чемпионат Бельгии — Омниум
1968
1-й  Чемпион мира — Индивидуальная гонка преследования (проф.)
3-й Шесть дней Шарлеруа (вместе с Руди Альтигом)
1971
2-й Шесть дней Гента (вместе с Питером Постом)
3-й Чемпионат Бельгии — Омниум
3-й Шесть дней Гренобля (вместе с Патриком Серкю)
3-й Шесть дней Брюсселя (вместе с Питером Постом)
1972
1-й  Чемпион Бельгии — Индивидуальная гонка преследования
1-й  Чемпион Бельгии — Дерни
2-й  Чемпионат мира — Индивидуальная гонка преследования (проф.)
1973
1-й  Чемпион Бельгии — Индивидуальная гонка преследования
1-й Шесть дней Монреаля (вместе с Робертом ван Ланкером)
2-й  Чемпионат мира — Индивидуальная гонка преследования (проф.)
3-й Чемпионат Европы — Дерни
1974
2-й  Чемпионат мира — Индивидуальная гонка преследования (проф.)
2-й Чемпионат Бельгии — Индивидуальная гонка преследования
3-й Шесть дней Хернинга (вместе с Жюльеном Стевенсом)
1976
2-й Чемпионат Бельгии — Мэдисон
3-й Чемпионат Бельгии — Дерни
1979
3-й Шесть дней Антверпена (вместе с Константом Турне)

## Статистика выступлений

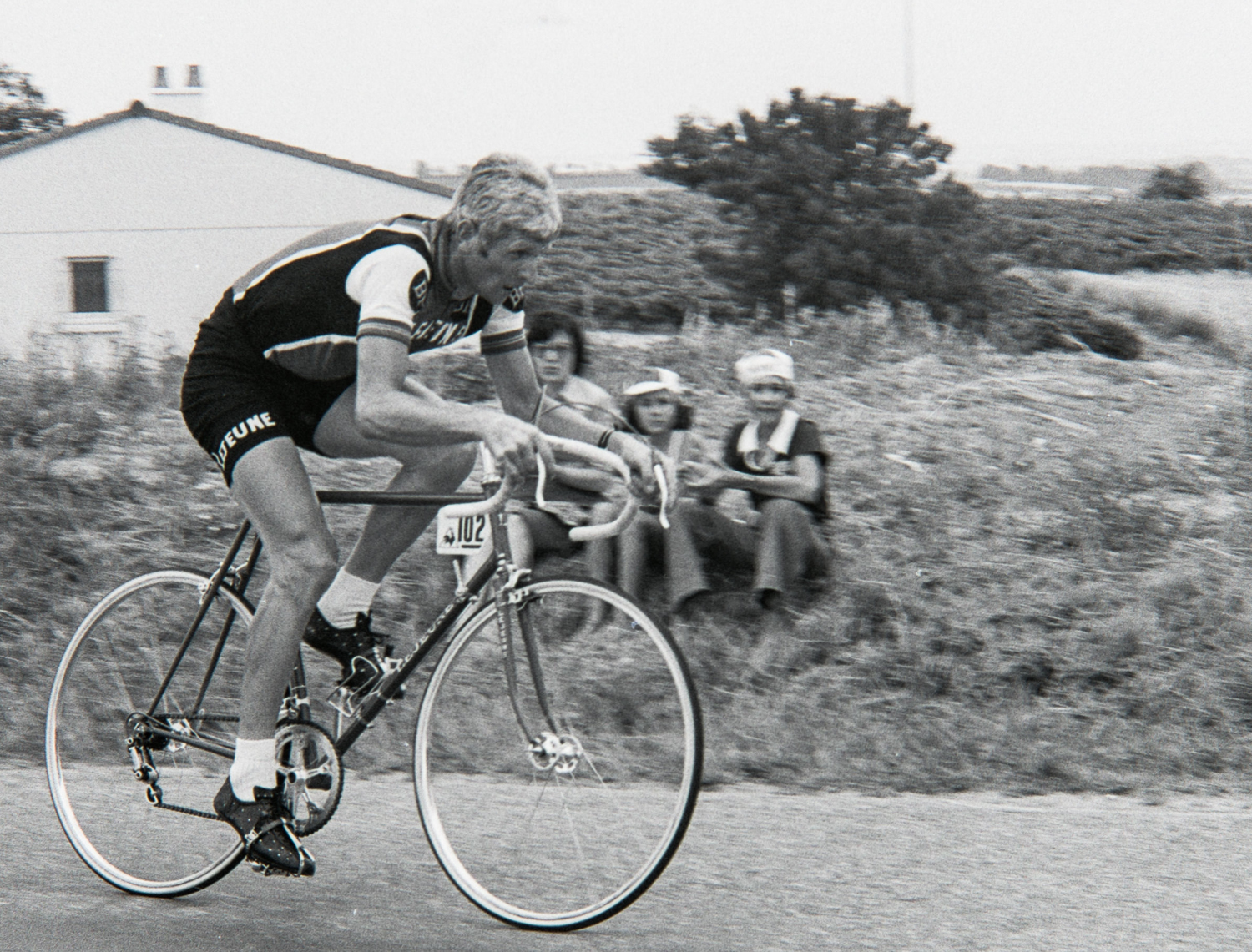
Фердинанд Бракке на Тур де Франс 1976

### Гранд-туры
| Гранд-тур                 | 1963 | 1964 | 1965 | 1966 | 1967 | 1968 | 1969 | 1970 | 1971 | 1972 | 1973 | 1974 | 1975 | 1976 | 1977 |
| ------------------------- | ---- | ---- | ---- | ---- | ---- | ---- | ---- | ---- | ---- | ---- | ---- | ---- | ---- | ---- | ---- |
| Джиро д’Италия            | —    | —    | —    | —    | 39   | —    | —    | —    | —    | —    | —    | —    | —    | —    | —    |
| Тур де Франс              | 21   | НФ   | НФ   | 32   | —    | 3    | 57   | —    | 58   | —    | —    | —    | —    | 77   | НФ   |
| (c 2010 ) Вуэльта Испании | —    | —    | —    | —    | —    | —    | —    | —    | 1    | —    | 54   | —    | —    | —    | —    |

| —  | Не участвовал  |
| НФ | Не финишировал |